# Parkstein (Oberpfalz)
Parkstein település Németországban, azon belül Bajorországban. Lakosainak száma 2359 fő (2023. december 31.).

## Népesség
A település népessége az elmúlt években az alábbi módon változott:
| Lakosok száma | 755  | 769  | 1108 | 1749 | 2275 | 2309 | 2286 | 2263 | 2309 | 2359 |
|               | 1875 | 1950 | 1975 | 1987 | 2012 | 2014 | 2016 | 2017 | 2021 | 2023 |